# Васильченко Павло Іванович
Павло Іванович Васи́льченко (нар. 31 січня 1865 — пом. ?) — український живописець, графік і педагог.

## Біографія
Народився 19 [31] січня 1865 року. Впродовж 1887–1888 років був вільним слухачем Петербурзької академії мистецтв. Жив у Києвів садибі на вулиці Софіївській № 7. До 1911 завідував курсами і викладав малюнок в Художньо-ремісничій навчальній майстерні друкарської справи, що з 1905 року знаходилася у цій же садибі.

## Творчість

«До ночі».

Роботи автора відомі в репродукції. Серед них:
- «Вид Китаєва в околицях Києва» (1889);
- «Ранок» (1893);
- «Хутір в околицях Полтави» (1896);
- «Ранок на Дніпрі» (1912);
- «Після заходу сонця» (1917).

Протягом 1892–1917 років брав участь у художніх виставках Товариства південноросійських художників, Товариства художників-киян.
Репродукції картин зберігаються у Національній бібліотеці України імені Володимира Вернадського.